# Abignente
Abignente is een historisch Italiaans motorfietsmerk
Er is niet meer van bekend dan dat dit bedrijf in 1926 motorfietsen met een 345cc-tweetaktmotor produceerde. Tweetaktmotoren met deze cilinderinhoud, zeker van fabrikanten van inbouwmotoren, zijn nauwelijks bekend. Alecto in Londen had ze ooit gemaakt, maar was daar al in 1924 mee gestopt. Daarom is het waarschijnlijk dat Abignente deze motorblokken in eigen beheer produceerde.